# Balança-rabo-canela
O balança-rabo-canela (nome científico: Glaucis dohrnii) é uma espécie ameaçada de beija-flor da família dos troquilídeos (trochilidae) endêmica do Brasil.

## Taxonomia e sistemática
O balança-rabo-canela foi por um tempo colocado no gênero Ramphodon, mas as características morfológicas o colocam firmemente em Glaucis. É monotípico.

## Descrição
O balança-rabo-canela possui de 12 a 13 centímetros (4,7 a 5,1 polegadas) de comprimento. Os machos pesam de 6 a 9 gramas (0,21 a 0,32 onças) e as fêmeas 5,5 a 7 greamas (0,19 a 0,25 onças). Suas partes superiores são de bronze esverdeado e as partes inferiores canela. O rosto tem um supercílio branco e "bigode" e é escuro. A cauda é de bronze metálico com penas externas com pontas brancas. Seu bico é quase reto. Os sexos têm essencialmente a mesma plumagem, embora as partes inferiores da fêmea sejam um pouco mais pálidas que as do macho.

## Distribuição e habitat
O balança-rabo-canela é encontrado apenas em alguns locais nos estados da Bahia e Espírito Santo, no sudeste brasileiro. Provavelmente ocorreu antigamente em Minas Gerais e possivelmente no Rio de Janeiro, embora neste último seja conhecido apenas pelo comércio de peles que podem ter se originado em outros lugares. Habita o sub-bosque de florestas primárias e litorâneas do interior, geralmente ao longo de riachos. Favorece áreas com abundantes plantas do gênero heliconia. Em altitude varia do nível do mar a 500 metros (1 600 pés).

## Comportamento
O balança-rabo-canela é considerado sedentário. No entanto, os poucos registros de qualquer sítio dificultam essa determinação. Como outros beija-flores, o é um alimentador de "armadilha", visitando um circuito de plantas com flores. Alimenta-se de néctar de helicônia e de outras plantas e também de pequenos artrópodes, mas faltam detalhes. Acredita-se que a época de reprodução vai de setembro a fevereiro. O ninho é feito de material vegetal e teias de aranha sob a ponta de uma folha longa caída. Sua ninhada é de dois ovos. O canto do balança-rabo-canela é descrito como semelhante ao do balança-rabo-de-bico-torto (Glaucis hirsutus), um "rápido 'seep-seep-seep'", e o beija-flor-rajado (Ramphodon naevius), "uma série descendente... de notas 'seee'."

## Situação
A União Internacional para a Conservação da Natureza (UICN / IUCN) originalmente avaliou o balança-rabo-canela em 1988 como Ameaçado, depois em 1994 como Criticamente em Perigo, depois em 2000 como Em Perigo e em 2021 como Vulnerável. Sua pequena extensão sofreu desmatamento maciço e o que resta é fragmentado. Sua população é estimada em menos de 10 mil indivíduos maduros e acredita-se que esteja diminuindo. Agora pode ocorrer apenas em algumas reservas e parques nacionais na Bahia e um no Espírito Santo. Em 2005, foi classificada como criticamente em perigo na Lista de Espécies da Fauna Ameaçadas do Espírito Santo; em 2010, como criticamente em perigo na Lista de Espécies Ameaçadas de Extinção da Fauna do Estado de Minas Gerais; em 2014, como em perigo na Portaria MMA N.º 444 de 17 de dezembro de 2014; em 2017, como criticamente em perigo na Lista Oficial das Espécies da Fauna Ameaçadas de Extinção do Estado da Bahia; e em 2018, como em perigo no Livro Vermelho da Fauna Brasileira Ameaçada de Extinção do Instituto Chico Mendes de Conservação da Biodiversidade (ICMBio).